# Messier 81
A Messier 81 (más néven M81, NGC 3031 vagy Bode galaxisa) egy spirálgalaxis a Ursa Major csillagképben.

## Felfedezése
Az M81 galaxist Johann Elert Bode fedezte fel 1774. december 31-én. Pierre Méchain tőle függetlenül újra felfedezte 1779 augusztusában, majd értesítette erről Charles Messier-t, aki végül 1781. február 9-én katalogizálta.

## Tudományos adatok
1993. március 28-án egy II típusú szupernóvát fedeztek fel az M81-ben (SN 1993J). Az M81 az egyike azon 18 galaxisnak, amiket a Hubble űrtávcső kulcsfontosságú projektjének keretében figyeltek meg, ennek célja a Hubble-állandó 10% hibahatáron belüli meghatározása volt. Ehhez a galaxisban található cefeidákat vizsgálták, hogy megállapíthassák a galaxis távolságát. Az M81 esetén 30 valószínűsíthető cefeidát figyeltek meg 10 és 55 nap közötti periódustartományban.

## Megfigyelési lehetőség
Cirkumpoláris objektum: Magyarországról egész éjszaka látható 26–68 fokos horizont feletti magasságban. Megfigyelése már kis távcsővel is eredményes.
Extrém feltételek mellett (magashegyi, fényszennyezéstől mentes környezet és különösen kedvező időjárás) szabad szemmel is megpillantható.

## Galéria
- A Spitzer űrtávcső infravörös felvétele
- Az M81 (balra) és az M82 (jobbra). Az M81 gravitációs vonzása több más galaxist is befolyásol, többek között az M82-t